# Marie Reinicke
Marie Reinicke, född 17 september 1981, är en svensk scoutledare.
Reinicke är uppvuxen i Harlösa utanför Lund och bosatt i Linköping. Hon har studerat masterprogrammet Human Resource Management and Development vid Linköpings universitet. Reinicke har varit scout sedan hon var barn och har även varit anställd på Svenska Scoutförbundet under några år.
År 2007 var Marie en av två ansvariga för programmet på Scouternas nationella jamboree Jiingijamborii.
Marie Reinicke var ordförande för World Scout Jamboree 2011, världens 22:a världsjamboree som ägde rum på Rinkaby skjutfält utanför Kristianstad den 27 juli–7 augusti 2011.  Världsjamboreer har anordnats sedan 1920. Marie Reinicke är den första kvinna som varit ordförande och lägret var Sveriges största ungdomsarrangemang genom tiderna med 40 000 deltagare från 146 länder. Omsättningen för Jamboreen var cirka 300 miljoner kronor och den stöddes av den svenska regeringen, Region Skåne, Kristianstads kommun, samt sponsorer och privata donatorer. Lägret besöktes av så väl Sveriges statschef kung Carl XVI Gustaf som statsminister Fredrik Reinfeldt och hans nordiska kollegor från Finland och Danmark.
Reinicke har varit vice ordförande för Scouterna - Riksorganisationen (Tidigare Svenska Scoutförbundet).
Marie har tilldelats Gustaf Adolfs-märket svensk scoutings näst högsta utmärkelse. 
På Svenska Scoutrådets årsmöte 2011 tilldelades Marie svensk scoutings högsta utmärkelse Silvervargen. Maries Silvervarg är nr 191 sedan man började dela ut Silvervargar 1920.
För sitt ledarskap för World Scout Jamboree mottog hon 2011 utmärkelsen Årets Projektledare av Svenska Projektakademien.